# Сензорна анализа
Сензорна анализа у ширем смислу речи представља испитивање органолептичких својстава производа чулима. Израз „сензорни“ потиче од старолатинске речи „sensus“, што у преводу означава чуло. Израз „органолептика“ је старогрчког порекла од речи „organon“ што у преводу значи орган.
Према дефиницији Tilgnera: “Сензорна анализа је наука о мерењу и вредновању својстава намирница са једним или више чула човека“ 

## Термини
Објективна, прецизна и поуздана сензорна анализа могућа је само под условом да се добро познају термини и дефиниције приказани у стандарду    
| појам    | објашњење                                                                                            |
| рецептор | специфични део чула који реагује на посебне подражаје                                                |
| подражај | оно што може побудити рецептор                                                                       |
| укус     | осећаји примећени чулом укуса који су побиђени неким растворљивим супстанцама                        |
| додир    | препознавање облика и стања производа помоћу директног контакта са кожом                             |
| боја     | осећај изазван подражајем мрежњаче светлосним зрацима различитих таласних дужина                     |
| кисело   | основни укус који производе водени раствори већине киселих супстанци                                 |
| горко    | основни укус производа који производе разблажени водени раствори супстанци као што су кинин и кофеин |
| слано    | основни укус који производе водени раствори различитих супстанци као што је натријум-хлорид          |
| слатко   | |

## Методи сензорне анализе
Сви методи сензорне анализе могу се сврстати у три групе:
- Аналитички тестови (дискриминаторни)
- Скале и рангови-категорије
- Тестови прихватљивости

### Аналитички тестови (дискриминаторни)
Основна карактеристика ових метода је да аналитички, прецизно и поуздано , дакле објективно,утврде стварно постојање (или не) разлика између испитиваних узорака. Група дискриминаторних метода обухвата две групе :    
- Методи разлика (Парни тест, дуо –трио тест, тројни тест, два од пет тест, „А“ –није „А“ тест)
- Описни методи (Једноставни тест, Консанзус тест, Квантитативни тест, Независни тест)

### Скале и рангови-категорије
Примена скала,рангова или категорија као метода за мерање или поређење сензорних својстава намирница има дугу и широку примену за: различите облике и потребе контроле квалитета, пројектовање новихи и развој постојећих производа и   научна испитивања(утицај различитих фактора на квалитет). Постоје четири основна облика:
- Номиналне скале
- Ординалне скале
- Интервалне скале
- Скале односа

### Тестови прихватљивости
Ова група тестова се користи за испитивање мишљења потрошача, непосредних корисника. Сви тестови прихватљивости могу се сврстати у две групе :     
- Лабораторијски тестови
- Тржишни тестови